# Scott Cooper (Fußballtrainer)
 Scott Joseph Cooper  (* 16. Juni 1970 in Sheffield) ist ein ehemaliger englisch-irischer Fußballspieler und heutiger -trainer.

## Als Spieler
Einzige bekannte Station des Mittelfeldspielers sind von 1991 bis 1992 die South Florida Bulls, das Team der University of South Florida.

## Als Trainer
1999 als Co-Trainer des englischen Vereins Chester City gestartet, betreute Cooper anschließend die Nationalmannschaften von Anguilla und Montserrat. Dann arbeitete er kurzzeitig als Jugendtrainer beim englischen Verband sowie Leicester City und ging dann weiter nach Südostasien und betreute diverse Mannschaften wie Muangthong United oder Police Tero FC. 2018 übernahm er die Philippinische Nationalelf und war dort mit kurzen Unterbrechungen bis 2022 aktiv. Parallel coachte er noch zwischendurch den Erstligisten ADT und die U-23-Auswahl. Seit dem Sommer 2022 ist er wieder zurück in Thailand und trainiert den Erstligisten Port FC. Doch schon nach fünf Monaten endete seine Arbeit dort wieder.